# Raammannetjes
Raammannetjes bestaat uit twee artistieke kunstwerken in Amsterdam Nieuw-West.
In de eerste jaren van de 21e eeuw vond een vernieuwingsslag plaats aan de noordelijke gevelwand van de Postjesweg tussen de Derkinderenstraat en Jan Tooropstraat. Er werd onder aanvoering van woningbouwvereniging Far West in 2009 een complex opgeleverd onder de naam Het Atelier; het is ontworpen door Vera Yanovshtchinksy. Zij kwam met drie bouwblokken waarin sociale woningbouw en de vrije huursector bediend werden. De bouwblokken hebben een teruggetrokken bovenste etage in grijs baksteen, welke geaccentueerd wordt door de hoeken die aansluiten op de gevel en dus ook rood zijn. 
Om deze punten verder te accentueren werd kunstenaar Tomas Schats gevraagd twee “beelden” te ontwerpen. Schats werkte tot dan vooral via het tekenpapier en zag hier de mogelijkheid een tweedimensionaal werk om te zetten in drie dimensies. Hij kwam met een tweeluik. Een beeld laat een persoon zien die vanachter een venster enigszins verveeld de wereld om zich bekijkt (hoek Derkinderenstraat). Even verderop kijkt dezelfde persoon vanuit een opengeslagen raam met wind in de haren de wereld in (Jan Tooropstraat). De twee vensters moesten met bouwkranen op hun plaats gehesen worden. Om deze constructies van gecoat metaal door Segno d’Arte uit Groot-Ammers te kunnen bekostigen werd een bijdragen gevraagd aan het Amsterdamse Fonds voor de Kunst. 

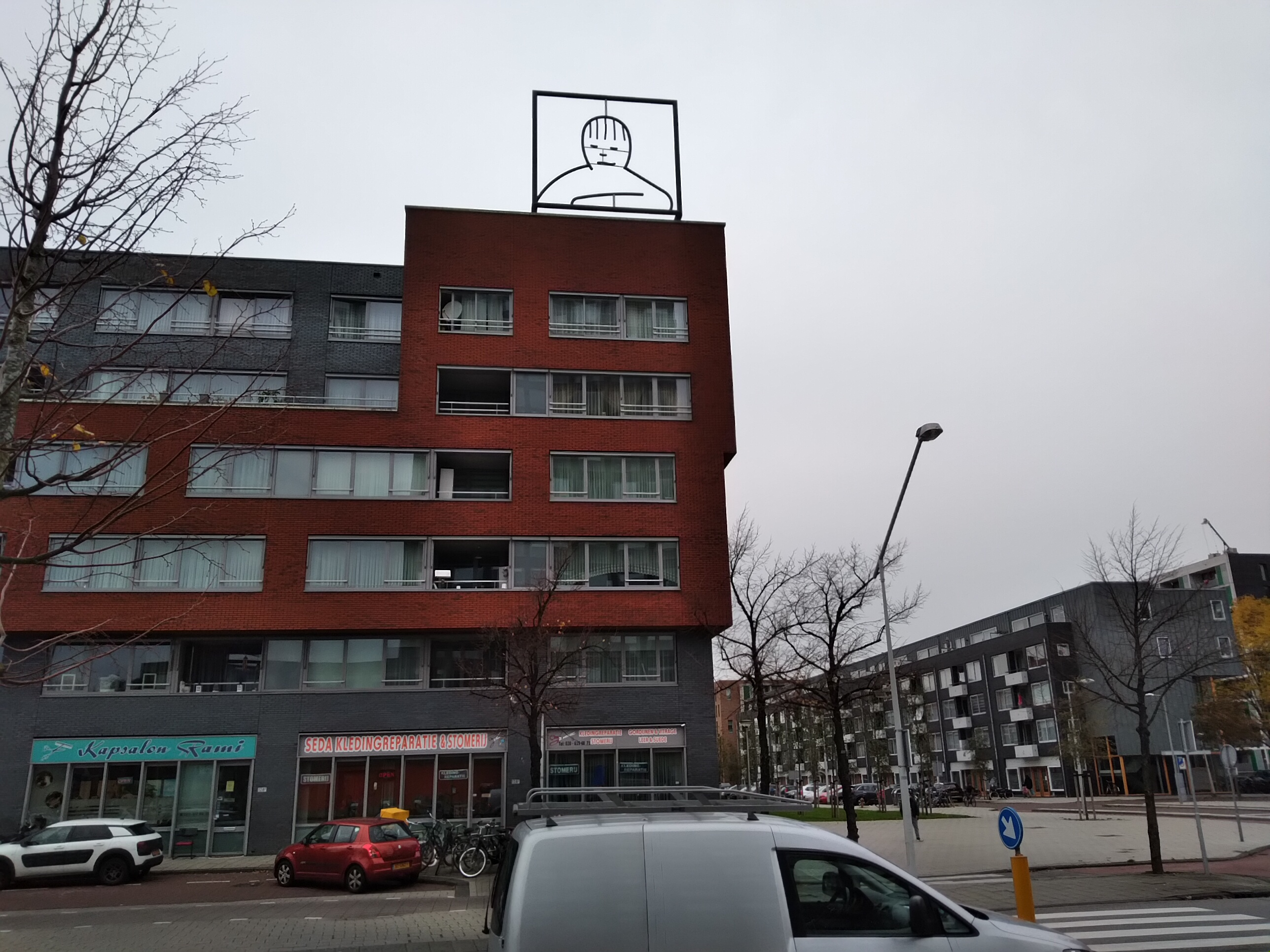
Raammannetje achter gesloten venster (oktober 2020)
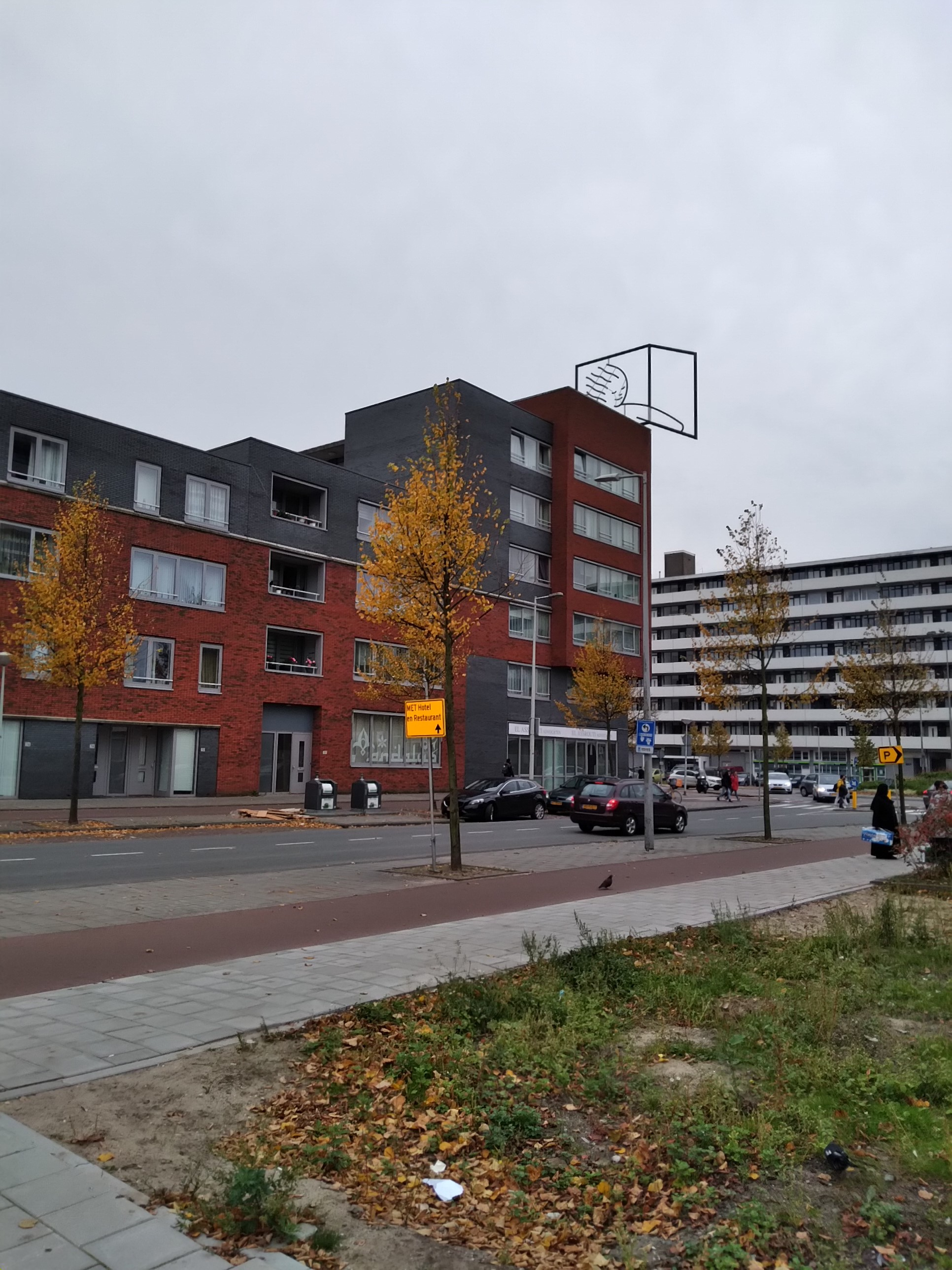
Raammannetje achter geopend venster (oktober 2020)